# ヒメボタル
ヒメボタル（姫蛍、Luciola parvula）は、コウチュウ目ホタル科の昆虫の一つ。日本固有種（本州から九州、屋久島に分布）で、日本において成虫がよく光るホタルの一つであるが、ゲンジボタル、ヘイケボタルに比べると知名度ははるかに低い。

## 形態
体長7mmと、ゲンジボタルやヘイケボタルより一回り小さい。ただし、体のサイズに関しては、大型と小型の二型が存在することが知られている 。
頭部と羽根は黒く、前胸は赤くなっているが、ゲンジやヘイケのような中央の黒い筋はなく、前方が少し黒ずむ。メスはオスより一回り小さく、太っており、後翅が退化しているため飛べない。

## 生態

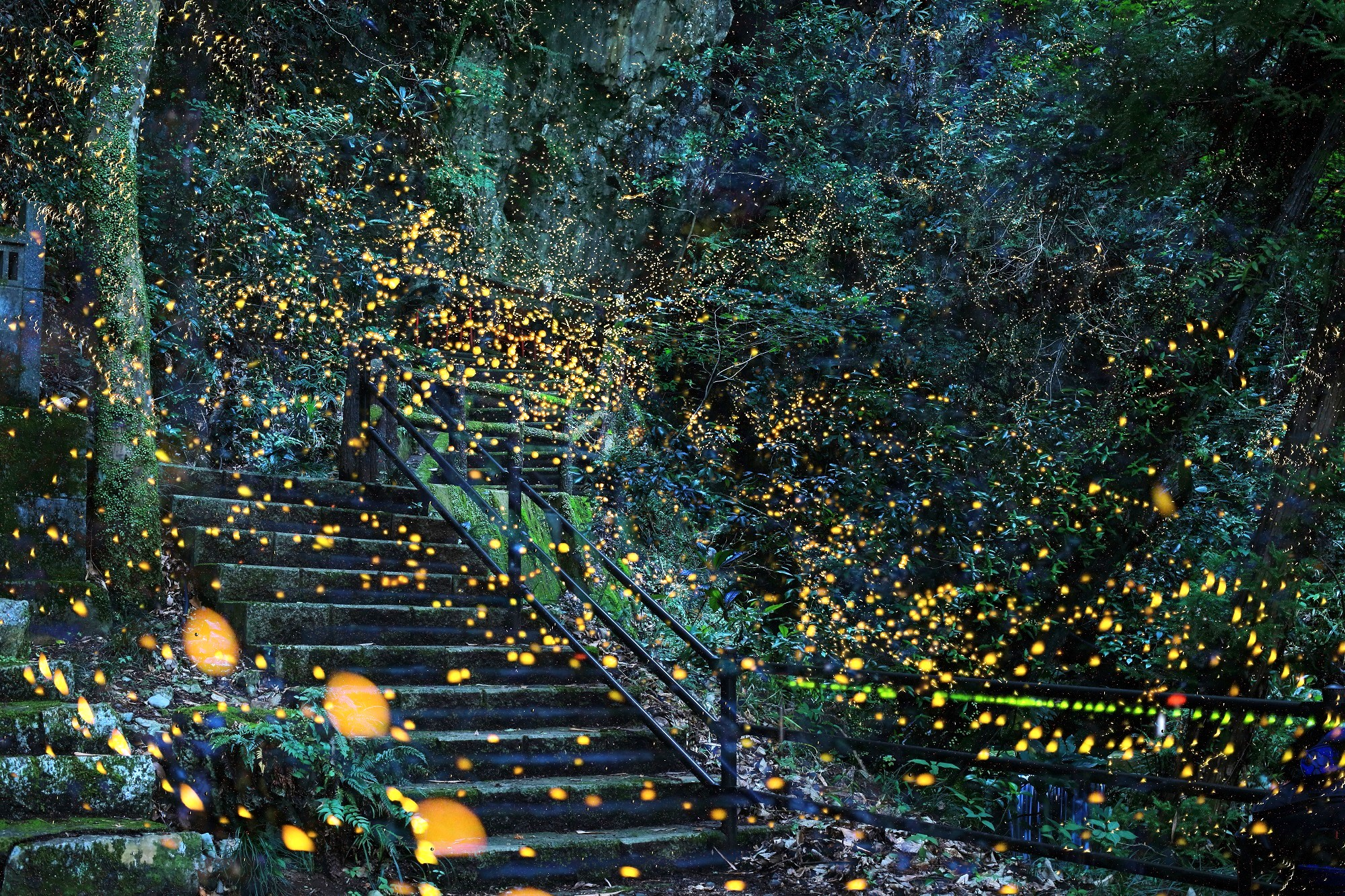
ヒメボタル（諏訪の穴前､北房ほたる公園付近）

幼虫は陸生で、カタツムリなどの陸生貝を食べる。日本ではホタルといえば清流を連想するが、ホタル全体では、むしろ陸生の方が普通である。森林内に生息することが多い。
5-6月に羽化し、かなり強く発光するが、川辺などの開けた場所ではなく森林内などの人目につきにくい場所で光るのであまり知られていない。メスは後翅が退化しており飛行できないため分布地の移動性は小さく、地域により遺伝的特性や体長の差などが著しく、比較的大型のものが分布する地域もある。
成虫の発光は、ゲンジやヘイケに比べると弱いが、鋭く光り、色は黄色みを帯びる。オスは飛翔しながら発光するが、メスは草木につかまった状態で発光する。ゲンジやヘイケの発光は強さがゆっくりと変化するが、ヒメボタルは歯切れ良く明滅する。

## 保護
名古屋城の外堀など、積極的にヒメボタルの保護を行っている地域も存在する。
1997年に第1回ヒメボタルサミットが兵庫県三田市の兵庫県立人と自然の博物館で開催された。ヒメボタルサミットは2019年で第16回目になり、豊中市で催された。
大阪府豊中市に豊中ヒメボタルを守る会がある。